# هانو سلگ
هانو سلگ (انگلیسی: Hanno Selg; ۳۱ مهٔ ۱۹۳۲ – ۲ اکتبر ۲۰۱۹) ورزشکار پنج‌گانه مدرن اهل اتحاد جماهیر شوروی سوسیالیستی بود.
وی در مسابقات کشوری و بین‌المللی در مجموع برندهٔ ۱ مدال نقره شده‌است.